# Raffaele De Benedetto

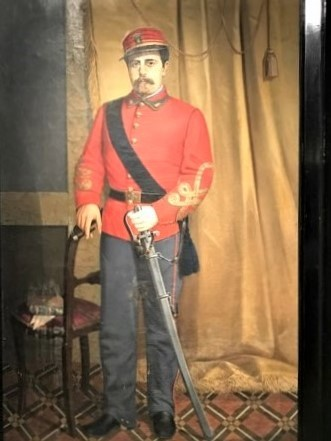
Raffaele De Benedetto in divisa di ufficiale garibaldino. Museo del Risorgimento. Palermo.

Raffaele De Benedetto (Palermo, 2 marzo 1833 – Monte San Giovanni Campano, 26 ottobre 1867) è stato un patriota italiano.

## Biografia
Nacque a Palermo, da Giovanni De Benedetto e Maria Filippa Mignano. Da una famiglia di antiche e nobili origini, (la cui presenza alla corte aragonese di Palermo è testimoniata a partire dal XIII sec.) la cui storia si è intrecciata nel 1624 (anno della peste a Palermo) anche al vicino paese di Torretta dove si era rifugiata. 
La famiglia De Benedetto abitava a Palermo nel Palazzo Castrone-Santa Ninfa, nella parte alta del Cassaro ovvero Via Toledo (oggi corso Vittorio Emanuele), dove si trova una targa che li ricorda.
Raffaele e i suoi fratelli: Salvatore e Pasquale, Luigi e Carmelo, il primogenito Carlo Conte del casato patrizio della Repubblica di San Marino e le due sorelle Carolina e Giuseppina vissero sin da piccoli ispirandosi agli ideali che animarono i moti rivoluzionari siciliani.
Parteciparono quindi attivamente al Risorgimento, sia fornendo ingenti sostanze, che sui campi di battaglia (in particolare: Raffaele, Salvatore, Pasquale, Carmelo e Luigi.) 
Furono personaggi di spicco del Comitato rivoluzionario di Palermo, incontrarono Crispi (in incognito in Sicilia nel 1859) ed ebbero anche numerosi contatti con gli esuli.
Fornirono, con febbrile attività, la lista dei capi a Rosolino Pilo e Giovanni Corrao, che dall'11 aprile (in contemporanea alla cd. rivolta della Gancia) riorganizzavano l'insurrezione nell'isola; unendo con entusiasmo centinaia di insorgenti dei vari paesi vicini, e organizzando nella loro tenuta presso Carini una vera e propria fabbricazione di munizioni.
Durante l'insurrezione di Palermo (1860), Raffaele (tra i primi quattro a entrare da Porta Termini a Palermo il 27 maggio, a pochi passi da dove cadeva ferito il capitano Lajos Tüköry che comandava il gruppo e che a causa di quella ferita sarebbe poi morto) venne ferito a una gamba. I suoi fratelli Salvatore e Pasquale vennero invece uccisi due giorni più tardi, mentre combattevano insieme sulle barricate della città vicino al ponte dell'ammiraglio.
Raffaele venne successivamente nominato Maggiore di Battaglione e poi Tesoriere Generale delle R. Finanze di Palermo.
Seguì Garibaldi nella battaglia di Milazzo e nella battaglia del Volturno, partecipò alla battaglia di Aspromonte insieme ad altri nobili palermitani (fra cui si ricordano, ad esempio, il duca Gabriele Colonna, il duca Corrado Valguarnera, il barone Giovanni Ferrugia, il conte Nicolò Federico, il marchese Ruggiero Maurigi), ai combattimenti contro gli austriaci nella Valtellina e nel Trentino (durante la campagna del Tirolo comandò un battaglione nel reggimento del tenente colonnello Giovanni Cadolini).
Nel 1861 fu tra i fondatori della Società degli operai, la prima nell'isola. Collaborò più volte con diversi giornali democratici palermitani. 
In una relazione della prefettura palermitana del 1864 al ministro dell'Interno veniva definito come personaggio di grande influenza politica e di elevate doti morali, nonché potenzialmente pericoloso per le sue idee politiche democratiche.

### La morte

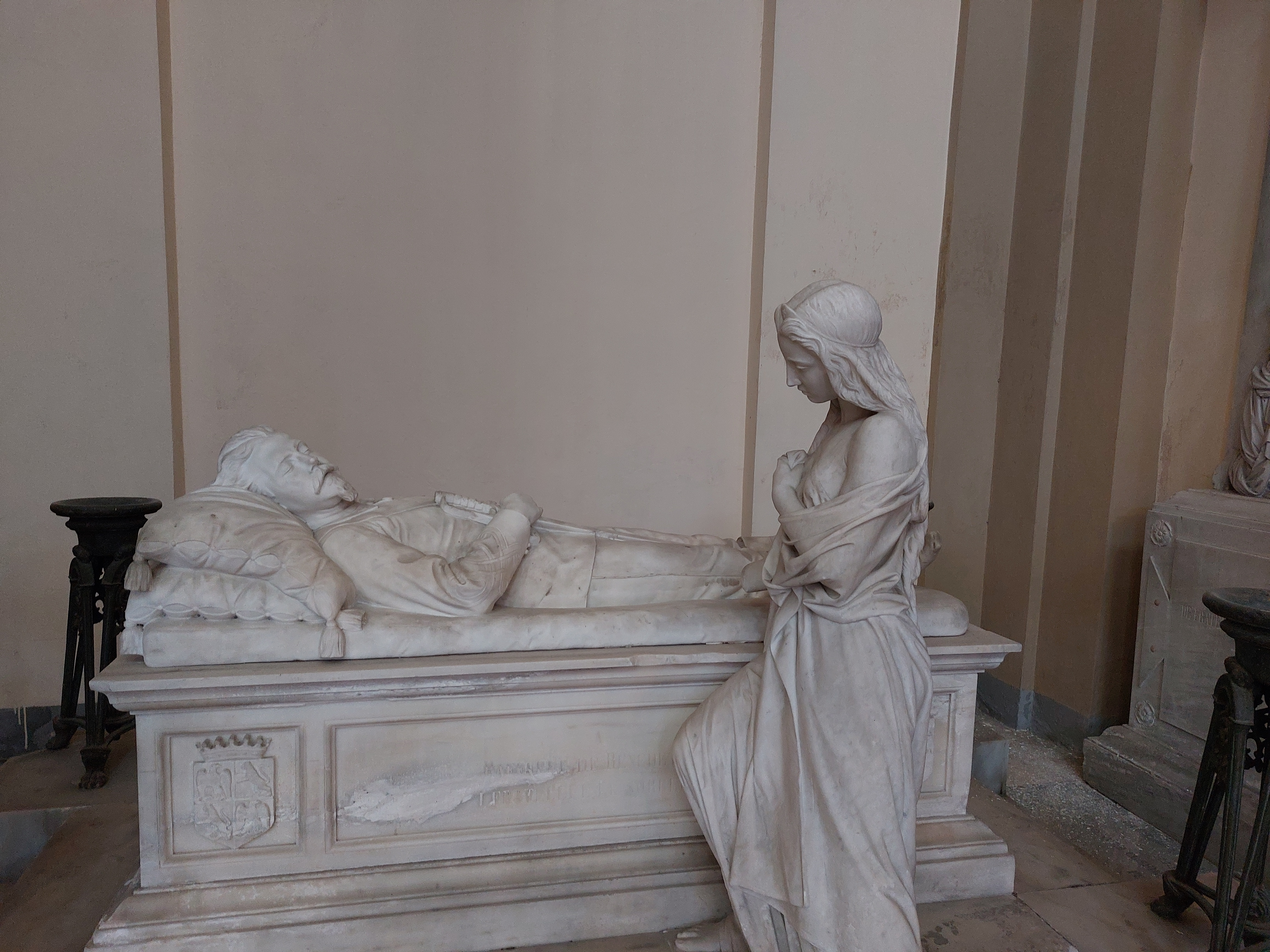
Monumento funerario di Raffaele De Benedetto nella chiesa di S. Domenico (Palermo)

Volontario nella campagna dell'Agro romano per la liberazione di Roma, venne ucciso dalle preponderanti truppe pontificie (zuavi) nei pressi della cascina Valentini il 26 ottobre del 1867 (Monte San Giovanni Campano, nell'attuale provincia di Frosinone), qualche giorno dopo la morte di Enrico Cairoli, a cui era legato da profonda amicizia. 
In quel giorno guidava un'avanguardia come comandante di stato maggiore della divisione Nicotera. Avanguardia che, per una serie di circostanze concomitanti, rimase isolata dal resto della colonna e dovette quindi cercare rifugio in un cascinale. Alcuni di loro, tra cui Raffaele, preferirono combattere sino alla fine piuttosto che farsi fare prigionieri, permettendo in questo modo la fuga alla maggioranza dei compagni.
I suoi funerali si svolsero a Palermo nel mese di dicembre con cerimonia pubblica, a cui partecipò una grande folla profondamente commossa. 
Le sue spoglie e quelle dei fratelli Salvatore e Pasquale si trovano nella chiesa di San Domenico, conosciuta anche come il Pantheon degli uomini illustri della Sicilia. È ricordato con un monumento marmoreo del 1870, dello scultore Benedetto De Lisi, che ritrae il patriota sul letto di morte con un angelo accanto.
A Roma, sul Gianicolo,  si trovano alcuni busti marmorei raffiguranti vari patrioti: uno è dedicato a Raffaele De Benedetto, come pure una stele commemorativa dei fratelli De Benedetto. Un altro busto (di cui rimane solo la colonna) venne posto nel giardino Garibaldi di Piazza Marina a Palermo.
Un suo ritratto in divisa di ufficiale è conservato nel museo del Risorgimento di Palermo.